# فتح الله الصقال
فتح الله الصقال، أديب ومحام ووزير حلبي، ويعتبر من ألمع محامي سورية.

## نسبه
هو فتح الله بن ميخائيل الصقال، ولد بحلب عام 1893.

## حياته
درس في حلب وفرنسا، وتخرّج من جامعة «اكس» الفرنسية بتفوق، تولّى في مصر قبل عام 1919 تحرير قسم الأبحاث القضائية في جريدة «الأهرام»، وأيضاً في جريدة «البورصة المصرية» التي كانت تصدر بالفرنسية.
وفي حلب تابع إصدار مجلة الكلمة عام 1929، استلم رئاسة جمعية الكلمة الخيرية التي تأسست عام 1924 كجمعية خيرية لمساعدة الفقراء والمعوزين، وأصدر مجلة «باسم الكلمة» سنة 1929 لم تزل تصدر حتى الآن، كان أول من قام ببناء منزل في شارع السبيل بحلب عام 1926، وانتهى من بنائه عام 1929، وهو مازال قائماً جانب مدرسة الفرنسيسكان الحالية.
وقف في وجه سلطات الانتداب الفرنسي، اكتسب شهرة وطنية كبيرة في دفاعه عن الزعيم الوطني إبراهيم هنانو وكان الصقال آنذاك ابن ثمانية وعشرين ربيعاً وكان القضاة خمسة ضباط فرنسيين، عيّن الصقال وزيراً للاقتصاد الوطني عام 1949، ثم في نفس العام عيّن وزيراً للأشغال العامة.
تكريماً له أطلقت حلب اسمه على أحد شوارعها خلف نقابة المهندسين، أصدر عدداً من الكتب منها «خطرات ونظرات» و«من ذكرياتي في المحاماة» و«ذكريات عن حكومة حسني الزعيم».

## وفاته
أُصيب بالشلل في أواخر حياته، توفي في مدينته حلب ودفن فيها عام 1970.

## وصلات خارجية
- عكس السير
- موقع الأزمنة
- جمعية العاديات